# Douglas Emhoff
Douglas Emhoff (anglès: Douglas Craig Emhoff)  (Brooklyn, 13 d'octubre de 1964) és un advocat estatunidenc, marit de l'actual vicepresidenta dels Estats Units i exsenadora dels Estats Units per Califòrnia Kamala Harris. Com a cònjuge de la vicepresidenta, ostenta el títol extraoficial de Segon cavaller dels Estats Units des del 20 de gener de 2021, sent el primer home a ocupar el càrrec. Emhoff és jueu.

## Biografia
Emhoff va néixer a Brooklyn (Nova York), fill de Michael i Barbara Emhoff. Va viure a Nova Jersey del 1969 al 1981, fins que la família es va traslladar a Califòrnia quan tenia 17 anys. Emhoff es va graduar a la Universitat Estatal de Califòrnia a Northridge i a la facultat de dret Gould de la Universitat del Sud de Califòrnia.
Emhoff és un litigant d'entreteniment i va començar la seva carrera al grup de litigi Pillsbury Winthrop. Després va anar a Belin Rawlings & Badal, un bufet petit, a finals de la dècada de 1990. Va obrir el seu propi bufet amb Ben Whitwell el 2000, que va ser comprat per Venable el 2006. Actualment treballa per DLA Piper, tant a les oficines de Washington DC com de Califòrnia.

## Vida personal
Emhoff va estar casat 25 anys amb Kerstin Emhoff, Mackin de soltera, amb qui té dos fills i de qui es va divorciar el 2008. Es va casar amb Kamala Harris el 22 d'agost de 2014 a Santa Barbara (Califòrnia), en una cerimònia oficiada per Maya Harris, germana de la núvia. A data d'agost de 2019, Emhoff i Harris tenien un patrimoni net de 5,8 milions de dòlars.
Kamala Harris va ser candidata a les primàries presidencials del Partit Demòcrata de 2020 abans de retirar-se de la cursa el desembre de 2019. Emhoff va fer aparicions a la campanya electoral amb la seva esposa.
L'11 d'agost es va anunciar que Harris seria la companya de candidatura de Joe Biden a les eleccions presidencials dels Estats Units de 2020. Emhoff es va convertir en el tercer home en la història dels EUA a ser l'espòs d'una candidata vicepresidencial després de John Zaccaro i Todd Palin. Emhoff va fer campanya amb la candidatura de Biden i Harris conjuntament amb la muller de Biden, Jill. Després de la victòria de la fórmula demòcrata, Harris va ser elegida, cosa que va fer que Emhoff esdevingués el primer Segon cavaller dels Estats Units.